# Boogie Down Productions
Boogie Down Productions fue un grupo de hip-hop compuesto originalmente por KRS-One, D Nice y Dj Scott La Rock. Este último fue disparado en 1987 tras la grabación del álbum de debut Criminal Minded, casi al mismo tiempo que Ice-T y N.W.A. editaban sus respectivos álbumes.
Mientras que Criminal Minded trataba básicamente sobre sexo y crimen, BDP cambió radicalmente tras la muerte de Scott, convirtiéndose en el grupo de rap consciente más popular excepto Public Enemy. Ellos fueron los pioneros en la fusión del raggamuffin con el hip-hop.
Los miembros de BDP cambiaban constantemente, siendo KRS-One el único superviviente. Los miembros, incluido colaboradores, fueron Mad Lion, Channel Live, Run, Keith Murray, McBoo, Ms. Melodie, Scottie Morris, Willie D., Robocop, Harmony, DJ Red Alert, DJ Jazzy Jay Kramer, D-Square, Rebekah y Sidney Mills.
El grupo terminó cuando KRS-One comenzó su carrera en solitario, sacando su primer álbum en 1993.

## Discografía

### Álbumes
- Criminal Minded (1987)
- Man & His Music (Greatest Hits y remixes de Scott La Rock de otros DJ's) (1988)
- By All Means Necessary (1988)
- Ghetto Music: The Blueprint of Hip Hop (1989)
- Edutainment (1990)
- Live Hardcore Worldwide (Canciones en directo) (1991)
- Sex and Violence (1992)
- The Best of B-Boy Records: Boogie Down Productions (2001)

### Sencillos
De Ghetto Music: The Blueprint of Hip Hop:
- 1989: "Why Is That"

De Edutainment:
- 1990: "Love's Gonna Getcha"

De Sex and Violence:
- 1992: "Duck Down"
- 1992: "13 & Good"
- 1992: "We in There"